# Hang Lung Group

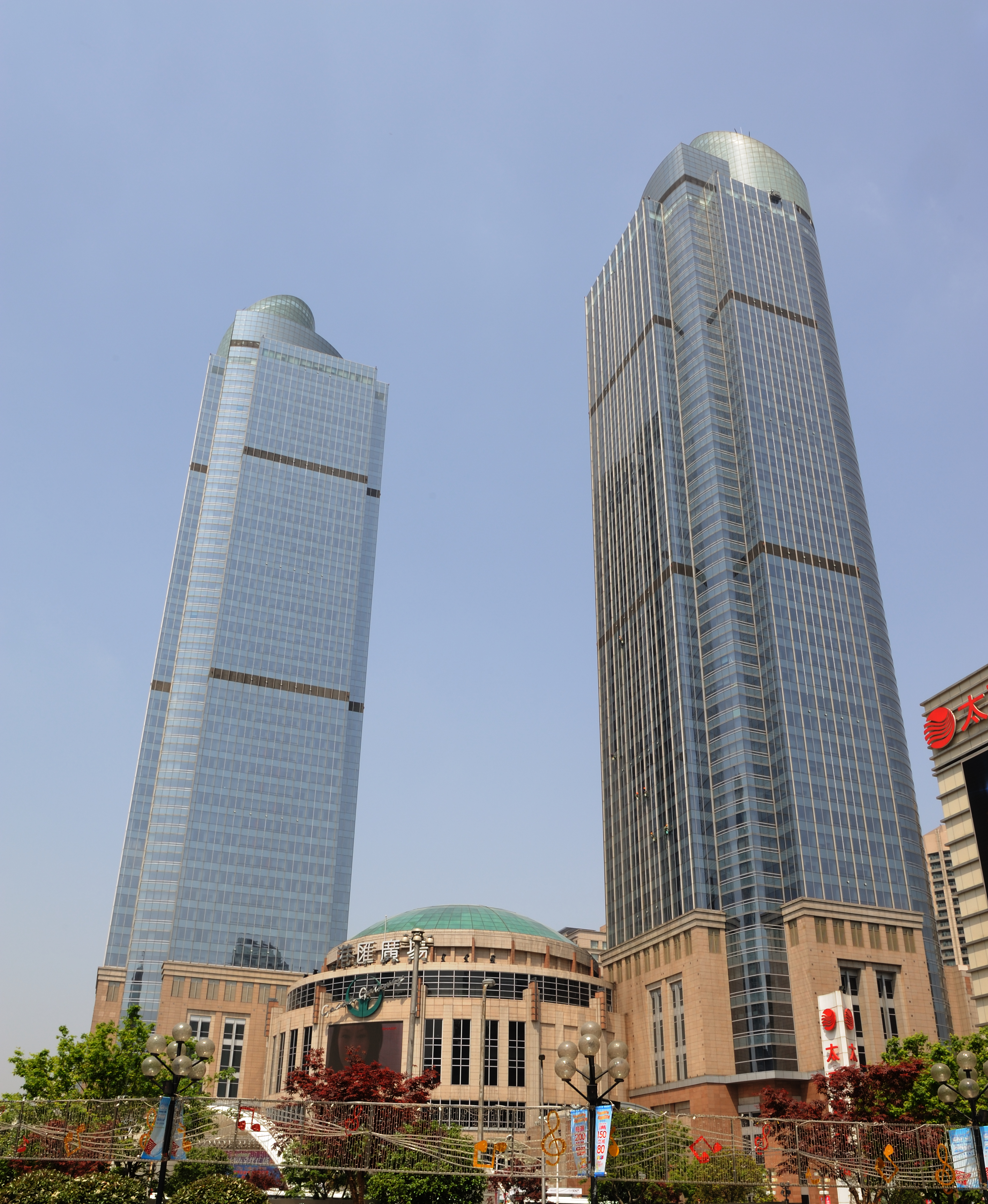
Комплекс Grand Gateway в Шанхае

Hang Lung Group (кит. трад. 恆隆集團有限公司, упр. 恒隆集团有限公司, пиньинь hénglóng jítuán yǒuxiàngōngsī, палл. хэнлун цзитуань юсяньгунси) — основанный в 1960 году конгломерат, занимающийся недвижимостью, автомобильными парковками и химчистками. Штаб-квартира группы расположена в Гонконге (округ Сентрал). По состоянию на март 2011 года в Hang Lung Group работало 2,5 тыс. человек, рыночная стоимость корпорации составляла более 8,3 млрд. долларов, а продажи — более 1,6 млрд. долларов. Главой и совладельцем Hang Lung Group является миллиардер Ронни Чан.

## Hang Lung Properties
Главный актив Hang Lung Group; компания основана в 1949 году как Amoy Properties, в 1980 году вошла в состав группы и была переименована в Hang Lung Properties. Основные объекты недвижимости расположены в Гонконге (The Harbourside, Standard Chartered Bank Building, The Summit, Amoy Gardens, Kornhill, Long Beach, Telford Garden), а также в Шанхае (Plaza 66 и Grand Gateway), Шэньяне (Форум 66), Куньмине (Спринг-Сити 66), Ухане (Heartland 66), Уси (Center 66), Тяньцзине, Даляне и Цзинане.